# Municipio de Webber (Míchigan)
El municipio de Webber (en inglés: Webber Township) es un municipio ubicado en el condado de Lake en el estado estadounidense de Míchigan. En el año 2010 tenía una población de 1699 habitantes y una densidad poblacional de 18,46 personas por km².

## Geografía
El municipio de Webber se encuentra ubicado en las coordenadas 43°57′17″N 85°51′24″O / 43.95472, -85.85667. Según la Oficina del Censo de los Estados Unidos, el municipio tiene una superficie total de 92.02 km², de la cual 90,57 km² corresponden a tierra firme y (1,58 %) 1,45 km² es agua.

## Demografía
Según el censo de 2010, había 1699 personas residiendo en el municipio de Webber. La densidad de población era de 18,46 hab./km². De los 1699 habitantes, el municipio de Webber estaba compuesto por el 72,51 % blancos, el 21,07 % eran afroamericanos, el 1,06 % eran amerindios, el 0,41 % eran asiáticos, el 0,47 % eran de otras razas y el 4,47 % eran de una mezcla de razas. Del total de la población el 3,06 % eran hispanos o latinos de cualquier raza.